# 가사초등학교 (충남)
가사초등학교는 대한민국 충청남도 서산시에 있는 공립 초등학교이다.

## 학교 연혁
- 1947년 11월 1일: 부석국민학교 가사분교장 인가
- 1949년 9월 30일: 가사국민학교 승격 및 개교

## 참고 자료
- 가사초등학교 - 한국교육학술정보원 학교알리미